# Crime de honra

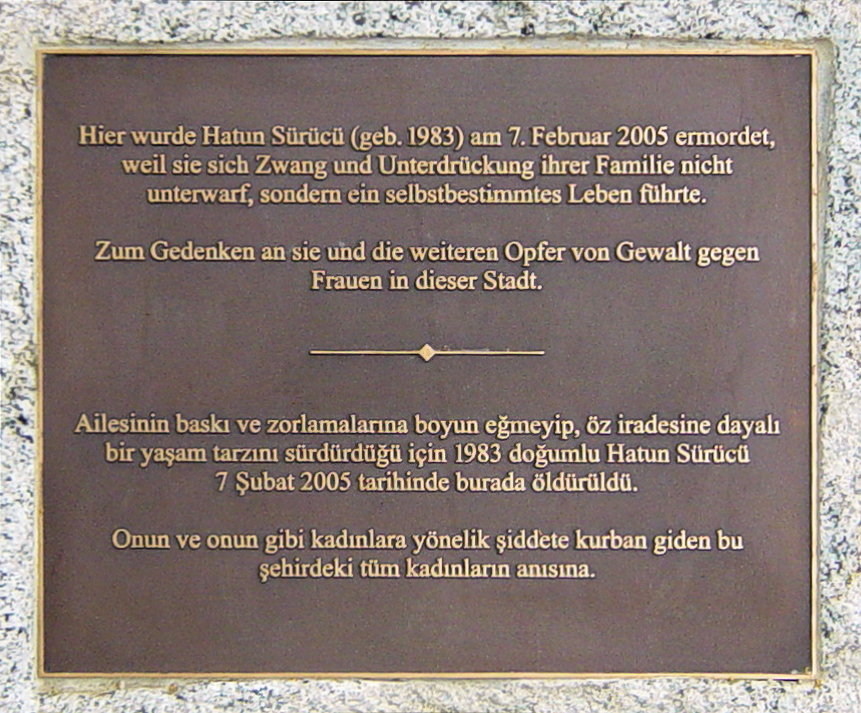
Placa em memória da curda Hatun Sürücü em Berlim, Alemanha. Ela foi assassinada aos 23 anos por seus irmãos num crime de honra. Tinha-se divorciado do primo com quem foi forçada a casar aos 16 anos, e estava numa relação com um homem alemão.

Um crime de honra consiste no assassinato de um (ou vários)  membros duma família, por se considerar a sua conduta imoral e nociva para a alegada honra familiar ou para os princípios duma comunidade ou religião. As razões invocadas podem ser a recusa dum casamento forçado, uma relação desaprovada pela família ou comunidade, relações sexuais fora do casamento, ser vítima de violação, vestir-se de modo considerado inapropriado, ter relações homossexuais, procurar um divórcio, cometer adultério ou renunciar a uma fé.

## Definições
A organização Human Rights Watch define crime de honra da seguinte forma:
Crimes de honra são atos de vingança, geralmente morte, cometidos por membros da família do sexo masculino contra membros da família do sexo feminino, que são considerados como tendo trazido desonra para a família. Uma mulher pode ser alvo de (indivíduos dentro de) sua família por uma variedade de razões, incluindo: recusar-se a entrar em um casamento arranjado, ser vítima de agressão sexual, procurar um divórcio — mesmo de um marido abusivo — ou (alegadamente) cometer adultério. A mera percepção de que uma mulher se comportou de uma maneira que "desonra" sua família é suficiente para desencadear um ataque à sua vida.
Embora raramente, contudo, os homens também podem ser objecto de crimes de honra. Estes crimes são mais frequentes no Oriente Médio, Ásia Meridional e Norte da África.
Cherise Charleswell insurge-se contra o uso do termo "crime de honra". Ela sustenta não existir nada de honroso num crime brutal e premeditado. Ela sugere os termos "assassínio dirigido por famílias" ou ainda "assassínio patriarcal". Ela comenta: "O problema mais crítico dos crimes de "honra" (sic) é o fato de todo o conceito de honra ser baseado na propriedade dos corpos das mulheres".

## Na História
Matthew A. Goldstein observou que as mortes por honra foram encorajadas na Roma antiga, onde os membros masculinos da família que não agissem contra as mulheres adúlteras das suas famílias eram ativamente perseguidos".
A origem dos crimes de honra e o controle das mulheres são evidenciados ao longo da história nas culturas e tradições de muitas regiões. A lei romana de pater familias dava controle total aos homens da família tanto sobre seus filhos quanto sobre suas esposas. Sob essas leis, as vidas das crianças e esposas ficavam a critério dos homens de suas famílias. A lei romana antiga também justificava assassinatos de honra afirmando que as mulheres que fossem consideradas culpadas de adultério poderiam ser mortas por seus maridos; obviamente o contrário não se permitia. Durante a dinastia Qing na China, pais e maridos tinham o direito de matar as filhas que fossem consideradas "desonradas" pelas famílias.
Entre os aztecas e incas, o adultério era punido com a morte. Durante o governo de João Calvino em Genebra, as mulheres consideradas culpadas de adultério eram afogadas no rio Ródano.
Os assassinatos de honra têm uma longa tradição em alguns países da Europa Mediterrânea.
Em épocas um pouco mais recentes, ficaram conhecidos os casos de Tursunoy Saidazimova e Nurkhon Yuldasheva. Tursunoy S., nascida em 1911 em Tashkent, foi a primeira atriz uzbeque da ex-URSS a tornar-se conhecida por remover o véu em palco. Foi assassinada pelo marido, pressionado pela família, fanáticos religiosos, em 10 de maio de 1928. Nurkhon Y. nascida em 1913, em Marguilã, foi também uma das primeiras mulheres uzbeques a dançar no palco sem o tradicional véu islâmico e por isso foi assassinada por um irmão em 1929. Uma estátua de Nurkhon existiu em Marguilã, mas, julgada inconveniente, foi retirada após o desmantelamento da URSS em 1991.

## Características únicas do crime de honra
Os crimes de honra diferenciam-se claramente da simples violência doméstica, ou dos chamados "crimes passionais", pela sua natureza colectiva e planeamento prévio. A sua motivação é completamente diversa, e baseia-se em códigos de moralidade e comportamento típicos de algumas culturas, geralmente reforçadas por imposições religiosas fundamentalistas. Os crimes de honra são geralmente um assunto familiar, com as vítimas a ser mortas pela sua própria família, (ou também por multidões) e geralmente com múltiplos autores. Também a sua grande crueldade os distingue ; mais de metade das vítimas são torturadas, com a finalidade de uma morte lenta e dolorosa. As torturas incluem violações colectivas, estrangulamentos, esfaqueamentos repetidos, lapidação, corte da garganta, ataques com ácidos, decapitação, queima  e mais recentemente, a electrocussão.
Os assassinatos são por vezes realizados em público, e com crianças assistindo, como um aviso para os outros indivíduos, dentro da comunidade, de possíveis conseqüências de se engajar no que é visto como comportamento ilícito.
Uma característica importante é a conexão dos crimes de honra ao controle do comportamento do indivíduo — essencialmente a mulher — em particular no que diz respeito à sexualidade e casamento, pela família como um coletivo. Outro aspecto-chave é a importância da reputação da família na comunidade e o estigma associado à perda de estatuto social, particularmente em comunidades fechadas. Os perpetradores muitas vezes não enfrentam estigma negativo dentro de suas comunidades, porque seu comportamento é visto como inteiramente justificado, sendo na maior parte dos casos admirados como verdadeiros heróis.
Algumas mulheres que se envolvem publicamente com outras comunidades ou adotam alguns dos costumes ou a religião de um grupo externo podem ser atacadas. Nos países que recebem imigrantes, alguns destes têm assassinado membros da família que participaram da vida pública, por exemplo, em políticas feministas e de integração.

## Extensão
Estatísticas precisas são bastante difíceis de obter devido à natureza de tais crimes e ao facto de que muito poucos são relatados ou colectados. Muitos destes assassinatos são apresentados pelas famílias como suicídios ou acidentes, e registados como tal. O United Nations Population Fund estima que cerca de 5.000 mulheres são assassinadas dessa maneira a cada ano em todo o mundo, provavelmente uma estimativa baixa. Adicionemos à lista Alemanha, Suécia, outras partes da Europa, Reino Unido, Canadá e Estados Unidos, e é claro que as mulheres muçulmanas jovens no Ocidente estão se tornando cada vez mais vulneráveis. Segundo a BBC, "grupos de defesa das mulheres, no entanto, suspeitam que mais de 20.000 mulheres são mortas em todo o mundo por ano".
Embora os sikhs e os hindus às vezes cometam estes crimes, os assassinos, tanto no mundo como no Ocidente, são principalmente muçulmanos, contra muçulmanos. Em todo o mundo, 91 por cento dos perpetradores eram muçulmanos. Na América do Norte, a maioria dos assassinos (84%) eram muçulmanos, com apenas alguns sikhs e ainda menos hindus perpetrando homicídios de honra; na Europa, os muçulmanos constituíam uma maioria ainda maior, com 96%, enquanto os sikhs eram uma pequena percentagem. Nos países muçulmanos, obviamente quase todos os perpetradores eram muçulmanos. Os irmãos menores das vítimas são frequentemente ordenados a cometer o crime, porque, como menores, estarão sujeitos a sentenças consideravelmente mais leves se chegar a haver ação legal.
Um suicídio forçado, ou forjado, pode ser um substituto para um crime de honra. Neste caso, os membros da família não matam diretamente a própria vítima, mas forçam-na a matar-se, a fim de evitar a punição; ou apresentam a morte como suicídio.
Os crimes de honra entre os hindus diferençam-se em alguns importantes aspectos dos cometidos nos países de maioria muçulmana ou nas comunidades muçulmanas no Ocidente. Aponta Phyllis Chesler que eles atingem também uma maior percentagem de homens, e são cometidos principalmente por razões de pureza de casta. Ao contrário, por exemplo, dos muçulmanos paquistaneses, que trazem essa prática para o Ocidente, os hindus nessa ocasião abandonam-na, por razões não muito claras.
Tahira Shahid Khan, uma professora da Universidade de Aga Khan, no Paquistão, escreveu no livro "Chained to Custom" (Acorrentadas aos Costumes), uma revisão dos crimes de honra, publicado em 1999: "As mulheres são consideradas a propriedade dos homens em sua família, independentemente de seu grupo de classe, étnica ou religiosa. O proprietário do imóvel tem o direito de decidir seu destino. O conceito de propriedade transformou as mulheres numa mercadoria que pode ser trocada, comprada e vendida." 

## Causas

### Misoginia
Os crimes de honra são frequentemente resultado de opiniões fortemente misóginas em relação às mulheres e à posição das mulheres na sociedade. Nestas sociedades tradicionalmente dominadas pelos homens, as mulheres dependem primeiro do pai e depois do marido, a quem se espera que obedeçam. As mulheres são vistas como propriedade e não como indivíduos com ações próprias. Elas devem submeter-se a figuras de autoridade masculinas na família - e não o fazer pode resultar em extrema violência como castigo. A violência é uma maneira de garantir o cumprimento e prevenir a rebelião. Em tais culturas, as mulheres não têm permissão para assumir o controle sobre seus corpos e sua sexualidade: são propriedade dos homens da família, do pai (e de outros parentes do sexo masculino) que devem garantir a virgindade até o casamento; e após isso, o marido, a quem a sexualidade de sua esposa é subordinada - uma mulher não deve minar os direitos de propriedade de seu guardião ao se envolver em sexo antes do casamento ou adultério.
O conceito de honra familiar é extremamente importante em muitas comunidades muçulmanas. As Nações Unidas em 2000 estimavam 5.000 assassinatos em todo o mundo por ano, a maioria deles em regiões islâmicas do sul da Ásia, norte da África e Médio Oriente. Atos de familiares que podem ser considerados inadequados são vistos como trazendo vergonha para a família aos olhos da comunidade. Tais atos geralmente incluem comportamentos femininos relacionados ao sexo fora do casamento ou à maneira de se vestir, mas também podem incluir a homossexualidade masculina . A família "perde a face" na comunidade e pode ser marginalizada por parentes. A única maneira pela qual a vergonha pode ser apagada é através de um assassinato. As culturas em que ocorrem as mortes por honra são geralmente consideradas "culturas coletivistas", onde a família é mais importante que o indivíduo, e a autonomia individualista é vista como uma ameaça à família coletiva e à sua honra.
A sociedade indiana, em geral, não é menos misógena do que, por exemplo, a paquistanesa. Rapazes são preferidos; as meninas são vistas como um fardo. Os abortos selectivos são em grande quantidade; o referendo de 2011 encontrou o número de 914 meninas para cada 1000 rapazes entre as crianças até aos seis anos de idade. Além dos crimes de honra a sociedade indiana enfrenta também uma sua variante, os crimes por dote, em que as vítimas são mortas ou feridas por insuficiência ou inexistência de dote.

### Tradição e Religião
Os crimes de honra são actualmente praticados na maioria por muçulmanos, e também em menor grau por sikhs e por hindus, embora neste último grupo a motivação seja quase sempre questões de casta. O sistema de castas está oficialmente abolido na Índia pelo artigo 15 da sua Constituição, todavia, o preconceito de casta atravessa ainda toda a sociedade indiana, mais acentuado nas regiões rurais; casar fora da casta é desaprovado.
A prática dos crimes de honra é anterior ao surgimento do Islão. Não se encontra no Alcorão nada que os ordene. No entanto, anota Peter Pilt, eles estão, obviamente, profundamente enraizados no mundo islâmico. Existem, contudo, vários hádices que narram mortes por honra ( Sahih Bukhari 2:23:413, Sahih Bukhari 3:34:421, Sahih Bukhari 3:49:860, Sahih Bukhari 4:56:829 e outros). e a Xaria prevê a pena capital para o adultério e apostasia, dois dos motivos mais fortes dos assassinatos por honra. Para Peter Pilt, tal como no caso da mutilação genital feminina, que precedeu o Islão, os crimes de honra foram adoptados como "a coisa certa a fazer no Islão", sendo aprovados por muitos clérigos. A advogada alemã de origem turca Seyran Ates, defensora das vítimas dos assim chamados crimes de honra, já abandonou a advogacia por duas vezes, após várias ameaças de morte de islamistas e um atentado.
A muçulmana Riffat Hassan, professora aposentada da Universidade de Louisville e especialista no Alcorão, comenta: "A cultura muçulmana reduziu muitas mulheres, se não a maioria, à posição de marionetes, a criaturas semelhantes a escravas cujo único propósito na vida é atender às necessidades e prazeres dos homens". Ela assinala que as crianças do sexo feminino são discriminadas desde o momento do nascimento, pois é costume nas sociedades muçulmanas considerar um filho como um presente e uma filha como uma provação vinda de Deus. Desta forma, o nascimento de um filho é uma ocasião para celebração, enquanto o nascimento de uma filha pede comiseração, se não lamentação.
Hirsi Ali comenta: "(...) numa família muçulmana, a honra do homem está entre as pernas de uma mulher. O que eles pensam é que ela tem de ser casta para que a sua honra possa ser preservada." 

### Leis
Quadros legais podem encorajar mortes por honra. Tais leis incluem, por um lado, a leniência em relação a esses assassinatos e, por outro lado, a criminalização de vários comportamentos, como sexo extraconjugal, vestimentas tidas como indecentes em locais públicos ou actos homossexuais, com essas leis agindo como uma forma de garantir aos perpetradores que as pessoas envolvidas nesses comportamentos merecem punição.
Na maioria dos países onde as mortes por honra são toleradas, esses actos enquadram-se nas leis gerais de assassinato, mas ao mesmo tempo são aceites como defesa circunstâncias atenuantes que podem ser encontradas nos seus códigos penais. Essas atenuantes muitas vezes têm origem em antigos códigos penais do tempo colonial (espanhóis, franceses, otomanos, britânicos, etc.) onde os crimes de honra são vistos como semelhantes aos chamados "crimes passionais", em que a sentença é baseada não no acto em si, mas nos sentimentos do agressor. Se a defesa da honra da família for considerada uma circunstância atenuante, o criminoso pode incorrer em uma sentença de apenas alguns meses.
Tomando como exemplo o Paquistão, o membro de uma família podia cometer o assassinato e de seguida, de acordo com a lei, ser perdoado pelos guardiões da vítima, geralmente cúmplices do crime. A questão não costuma chegar sequer aos tribunais, e a vítima  é esquecida como se nunca tivesse existido.
Na Jordânia, o artigo 340 do código penal estabelece que “quem descobre sua mulher ou um de seus parentes cometendo adultério com outro, e mata, ou fere um ou ambos, está isento de qualquer pena. 
No Bangladesh, a 27 de Fevereiro de 2017 foi aprovada uma nova legislação que permite que raparigas menores se casem — nomeadamente com os violadores — se se tratar de “um caso especial” e se os pais considerarem que o casamento é do "melhor interesse" para a menina. O Governo defende esta medida como medida de proteção da honra das meninas que engravidam. Mas organizações como a Girls Not Brides defendem que a medida legitima a violência sexual e incentiva ao casamento de menores — segundo um relatório de 2016 da UNICEF, 52% das raparigas do Bangladesh já estão casadas pelos seus 18 anos.

## Casos e Vítimas

### Afeganistão
Aisha Mohammadzai (conhecida também como Bibi Aisha) perdeu sua mãe muito cedo, e foi forçada a casar-se ainda criança; tinha sido prometida a um combatente Taliban como compensação por um assassinato que um membro de sua família havia cometido. Casou aos 14 anos e foi desde logo submetida a abusos. Em 2009, aos 18 anos, ela fugiu, mas foi apanhada pela polícia, presa por cinco meses e devolvida à família. Para se vingar de sua fuga, seu sogro, marido e três outros membros da família levaram Aisha para as montanhas, cortaram-lhe o nariz e as orelhas e deixaram-na para morrer. Aisha foi mais tarde resgatada por trabalhadores humanitários e pelos militares dos EUA.
A história de Aisha tornou-se bastante conhecida no Ocidente graças primeiro a um artigo do The Daily Beast  e mais tarde fez uma polémica capa na revista Time no Verão de 2010. Levada para os EUA, onde fez reconstrução cirúrgica, foi adoptada por um casal afegão-americano e vive agora em Maryland.

### Alemanha

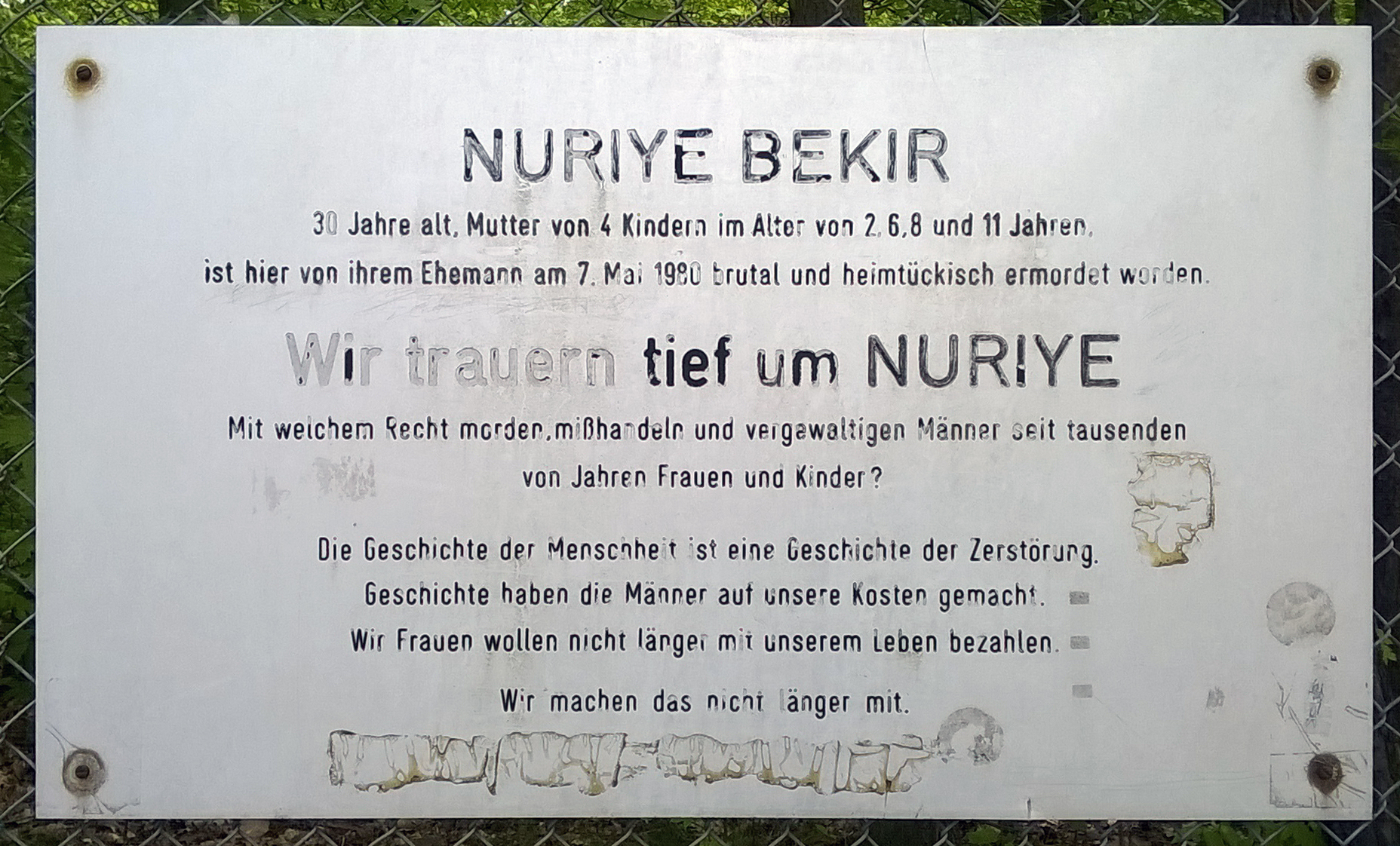
Placa em Berlim, em memória de Nuriye Bekirː "30 anos, mãe de 4 filhos com idade entre 2,6,8 e 11 anos, foi aqui brutal e insidiosamente assassinada pelo seu marido em 7 de maio de 1980 (...)."

Em 7 de Fevereiro de 2005, em Berlim, numa paragem de autocarro perto da sua casa, a turca Hatun Sürücü, de 23 anos de idade, foi morta pelo próprio irmão com três tiros na cabeça. Hatun já tinha sido ameaçada várias vezes e fizera queixas à polícia.
Com a idade de 15 anos, Hatun tinha sido levada para a Turquia e casada com um primo. Voltou em 1999, divorciada e grávida de seu filho Can. Pouco depois abandonou o hijab, deixou a casa dos pais e estudava para ser electricista. O motivo do crime foi resumido por um dos adolescentes de origem turca numa escola alemã, que zombavam de Hatun: "Ela mereceu o que teve. A puta vivia como uma alemã!" 
Cerca de 2015, Rokstan M., uma síria de 20 anos, que tinha fugido para a Alemanha após ter sido violada por três homens, foi encontrada morta em Dessau, num crime orquestrado pela sua própria mãe e executado pelo pai e irmãos. O motivo, de acordo com uma tortuosa lógica habitualmente invocada nestes casos, foi a desonra que ela trouxera à família por ter sido vítima de violação colectiva.
A advogada  Seyran Ates observa que os imigrantes na Alemanha pouco fazem contra os assassinatos deste tipo. Ela também critica as associações de migrantes. Muitos membros de associações apenas fariam "lobby puro para si próprios" em vez de, por exemplo, irem às escolas para educar crianças e jovens  sobre violações dos direitos humanos, tais como casamentos forçados. "Porque não podem estes membros visitar famílias conservadoras e falar com pais e filhos sobre os direitos das suas filhas ou irmãs?"

### Arábia Saudita
Em 10 de abril de 2017, a saudita Dina Ali Lasloom de 24 anos de idade, viajava do Kuwait para a Austrália com a intenção de pedir asilo político, mas foi detida em trânsito no aeroporto de Manila, nas Filipinas. Ela queria escapar de um casamento forçado.
No dia seguinte, um agente de segurança do aeroporto viu três homens árabes, com a ajuda de dois familiares, raptarem Dina. Colocaram fita adesiva em suas mãos, pés e boca, e levaram-na à força numa cadeira de rodas para um voo da Saudia Airlines para Riyadh no dia 11 de Abril. Outros passageiros ouviram-na gritar por ajuda no avião.
Alguns manifestantes estavam esperando por Dina no aeroporto de Riyadh. Dina no entanto, não foi vista a sair do avião com os outros passageiros. Uma mulher saudita, Alaa Anazi, foi presa no aeroporto. O paradeiro actual de Dina é desconhecido.
Nesse mesmo mês, a Arábia Saudita foi eleita para a Comissão dos Direitos das Mulheres da ONU. A ONG UN Watch denunciou a escolha do “regime mais misógino do mundo” para o organismo das Nações Unidas que tem por objetivo declarado promover a igualdade de género e os direitos das mulheres.

### Bélgica
O assassinato de Sadia Sheikh ocorreu em 22 de outubro de 2007, em Charleroi, quando a belga de 20 anos de idade, de origem paquistanesa, foi morta a tiros por um seu irmão. Sadia S. havia deixado a casa da família depois de seus pais a terem pressionaram para casar com um primo que ela nunca conhecera.  Seu irmão confessou o assassinato em um julgamento de 2011, alegando que havia agido sozinho. O caso foi chamado o primeiro julgamento de crime de honra na Bélgica.
O tribunal belga considerou os pais culpados de orquestrar o assassinato e de ordenar a seu filho que o levasse a cabo. O pai foi condenado a 25 anos de prisão, a mãe a 20 anos, e o irmão a 15 anos; uma irmã foi também condenada a 5 anos de prisão por causa de seu envolvimento no assassinato premeditado de Sadia S.

### Canadá
Em 2006, em Ottawa, Khatera Sadiqi, de 20 anos, de origem afegã, e o seu noivo foram mortos a tiro pelo irmão de Sadiqi. Ele disse ao tribunal que queria que sua irmã respeitasse seu pai, de quem ela se tinha divorciado.
Em 10 de Dezembro de 2007, Aqsa Parvez, então com 16 anos de idade e pertencente a uma família de origem paquistanesa, foi assassinada em Mississauga, no Canadá, pelo pai e pelo irmão. O irmão de Aqsa estrangulou-a quando ela decidiu não usar hijab. A morte de Parvez foi noticiada internacionalmente e desencadeou um debate sobre o estatuto das mulheres no Islão.
Em 30 de junho de 2009 em Kingston, as irmãs Shafia Zainab, 19 anos, Sahar, de 17, e Geeti, de 13, juntamente com Rona Amir Mohammed, de 50 anos, (todas de origem afegã) foram encontradas mortas dentro de um carro que foi descoberto debaixo d'água no Canal Rideau. Zainab, Sahar e Geeti eram filhas de Mohammad Shafia, 58 anos, e de uma sua esposa, Tooba Mohammad Yahya, de 41 anos. O casal também tinha um filho, Hamed, 20 anos, e mais três filhos. Rona, era a primeira das esposas de Mohammad Shafia. No seguimento das investigações, Mohammad, Tooba Yahya e Hamed foram considerados culpados dos crimes em Janeiro de 2012.
Em 8 de Junho de 2000, Jaswinder Kaur Sidhu, uma indo-canadense de 24 anos, foi seqüestrada, torturada e morta em Ludhiana, Punjab, por assassinos contratados por ordem da sua mãe e seu tio, ambos residentes no Canadá. O motivo foi ela ter casado contra a vontade da família.

### Chechénia
Em declaraçoes públicas ,em 2009,  à saída das orações da tarde na mesquita,  o Presidente Ramzan Kadyrov  explicou por que sete jovens mulheres que tinham sido  baleadas na cabeça mereciam morrer:  disse que as mulheres, cujos corpos foram encontrados atirados para a  beira da estrada, tinham "moral frouxa" e foram legitimamente mortas por parentes do sexo masculino em crimes de honra.Os crimes de honra são considerados parte da tradição chechena.  Nenhum registro é mantido, mas ativistas de direitos humanos estimam que dezenas de mulheres são mortas todos os anos.  

### Dinamarca
Em 23 de Setembro de 2005, Ghazala Khan, de dezoito anos de idade, dinamarquesa de ascendência paquistanesa, foi morta a tiro na Dinamarca por seu irmão depois de se ter casado contra a vontade da família. O assassinato de Ghazala foi ordenado por seu pai para salvar a honra da família, e envolveu nove elementos da sua própria família, que organizaram e executaram o crime, sendo todos considerados culpados pelos tribunais dinamarqueses em Junho de 2006.

### EUA
Em 1989, em St. Louis, Palestina Isa (Tina, como era conhecida pelos amigos), de dezasseis anos, foi assassinada por seu pai palestiniano, Zein Isa, com a ajuda da sua mãe brasileira, Maria Isa. Depois de saber que Palestina havia assumido um emprego em part time sem a sua autorização, e namorava um jovem afro-americano não muçulmano, seu pai sentiu que ela havia se americanizado demais. No fim do seu primeiro dia no emprego, Zein esfaqueou a filha várias vezes, enquanto sua mãe Maria a segurava.
O crime acabou por ser um dos melhor documentados, pois a casa de Zein estava sob escuta do FBI, por Zein Isa ser membro da Organização de Abu Nidal, que na época do assassinato planeava explodir a embaixada de Israel em Washington . A gravação do crime, no entanto, só seria ouvida pelos agentes no dia seguinte, quando já era demasiado tarde.
Em Dezembro de 1991, Zein e Maria Isa foram condenadas por homicídio em primeiro grau e sentenciados à morte. Mais tarde, ele morreu de complicações de diabetes em 1997. A sentença de morte de Maria foi comutada para prisão perpétua, sem liberdade condicional.
Em 17 de Agosto de 2009, o Departamento de Polícia de Tampa, na Florida, Estados Unidos da America, aceitou como válida a versão implausível duma família palestiniana conforme Fatima Abdallah, uma mulher de 48 anos de idade, se tinha suicidado batendo repetidamente com a própria cabeça numa mesa de café. Contudo, as lesões do cadáver apontavam para um espancamento até à morte.
Em Outubro de 2009, Faleh Almaleki, um imigrante iraquiano, usou seu veículo para atacar e matar sua filha Noor Almaleki, de 20 anos, num parque de estacionamento em Phoenix, ferindo também gravemente a mãe do seu namorado. Faleh Almaleki disse a detetives e testemunhas após o incidente que estava furioso com a filha por estar "muito ocidentalizada", desafiando os valores iraquianos e muçulmanos. Noor tinha evitado um casamento arranjado com um primo em primeiro grau no Iraque e morava com o namorado e sua mãe, disse a polícia. Após a morte de sua filha, Faleh Almaleki fugiu para o México e depois para Londres, onde foi detido. Posteriormente, foi condenado a 34 anos e meio de prisão.

### Holanda
Foi a activista Hirsi Ali que na Holanda, como parlamentar, levantou a questão dos crimes de honra na Holanda em 2002. Até ali, não havia registo de casos, que quando relatados eram tratados como vulgares homicídios ou violência doméstica. No seu trabalho anterior como tradutora em centros de abrigo para mulheres maltratadas, Hirsi Ali tinha verificado o número desproporcionado de mulheres muçulmanas ali acolhidas.O Instituto Trimbos, em 2000, constatou que mais de metade (56%) dos moradores dos abrigos de mulheres eram imigrantes. muito embora os imigrantes representem apenas cerca de doze por cento da população da Holanda. Estes números, contudo, são provávelmente a ponta do icebergue, Muitas mulheres não só são maltratadas, mas também trancadas ou isoladas do mundo exterior, por exemplo, porque não lhes é permitido aprender a língua holandesa. A sociedade holandesa, tolerante e pacífica, não queria estigmatizar qualquer grupo.
Em Outubro de 2003, deu-se um dos casos mais conhecidos, o de Zarife, de 18 anos e origem turca. Levada pelos pais para Ankara, a pretexto de férias, foi morta, segundo Hirsi Ali, por conviver com raparigas holandesas e abandonar o hijab.

### Índia
Cerca de 15 de Junho de 2007,em Karoda, Manoj Banwala e Babli, que haviam fugido para casar contra as regras de sua casta religiosa, foram sequestrados e assassinados por membros da família da noiva, que obrigou Babli a consumir pesticidas e enforcou Manoj, cujo corpo foi então mutilado. Os cadáveres foram então atirados a um canal. Apesar do pouco interesse da polícia em deslindar o crime, todos os cinco perpetradores da família acabaram por ser condenados à pena capital, e o chefe do khap panchayat (um conselho de castas religiosas), que ordenou o assassinato, foi condenado à prisão perpétua.
Os khap panchayat são comuns nas regiões interiores de vários estados indianos, incluindo Haryana, Punjab, no oeste de Uttar Pradesh e partes do Rajastão, e têm operado com a aprovação do governo durante anos. Muitos casais jovens foram mortos por desafiarem as regras dos khap, enquanto as famílias afetadas enfrentam boicote social e têm de fugir das suas vilas depois de terem sido dadas ordens contra eles.

### Irão
Em 15 de Agosto de 1986, Soraya Manutchehri, uma mulher iraniana de 35 anos de idade, foi apedrejada até à morte por uma multidão, na vila de Kuhpayeh. O seu pai,  dois filhos e o marido, Ghorban-Ali, atiraram as primeiras pedras.
Soraya M. tinha sido dada, num casamento arranjado, aos 13 anos de idade, a Ghorban-Ali, de 20 anos, que rotineiramente a insultava e batia. Tinha agora outra nova esposa, de 14 anos de idade, e desejava ver-se livre de Soraya; portanto, acusou-a de adultério. Foi sentenciada à morte nesse mesmo dia. O marido ficou radiante. Num ambiente de euforia, a multidão fez Soraya M. sofrer uma morte lenta e dolorosa. Após o crime, homens e mulheres da aldeia, que tinham conhecido Soraya desde o nascimento, dançaram festivamente à volta duma fogueira. O cadáver foi despejado sem cerimónia perto dum ribeiro, onde foi meio devorado por animais.
Este caso foi tema de um romance de 1990, La Femme Lapidée, do iraniano Freidoune Sahebjam, mais tarde adaptado ao cinema, por Cyrus Nowrasteh em O apedrejamento de Soraya M., de 2008.

### Itália
Em 2006, Hina Saleem, de 20 anos, uma paquistanesa que morava em Brescia, na Itália, foi morta por seu pai, que alegou estar "a salvar a honra da família". Ela recusara um casamento arranjado e morava com um namorado italiano. Hina S. foi morta com vinte e oito facadas na garganta e enterrada no jardim da casa com a ajuda de familiares.
Souad Sbai, fundadora da Associação de Mulheres Marroquinas na Itália, comentaː "Casos de crimes de honra representam um fracasso do sistema de multiculturalismo. Continuamos a subestimar o problema, porque esses grupos étnicos vivem suas próprias vidas com pouca integração, especialmente para as mulheres".
Na própria Itália, contudo, uma lei que oferecia a possibilidade de clemência em casos de crimes de honra só foi revogada em 1981.

### Jordânia
Em 31 de maio de 1994, Kifaya Husayn, uma jovem jordaniana de 16 anos, foi amarrada a uma cadeira por seu irmão de 32 anos. Deu-lhe um copo de água e disse-lhe para recitar uma oração islâmica. Então cortou-lhe a garganta e correu para a rua, acenando a faca ensanguentada e gritando: "Eu matei minha irmã para limpar minha honra". O "crime" de Kifaya fora ser violada por outro seu irmão, um homem de 21 anos. O assassino foi condenado a quinze anos, mais tarde reduzidos a sete anos e meio.

### Paquistão
A maioria dos crimes de honra é cometida por pobres e desfavorecidos. Mas Samia Sarwar, de 29 anos,casada e com dois filhos, pertencia a uma família abastadaː era filha do presidente da Câmara de Comércio de Peshawar, e sua mãe era médica. Alegando abuso conjugal, Samia S. fugiu com Nadir Mirza, um oficial do exército, deixando os filhos com seus pais. Samia então procurou obter um divórcio, e contactou Hina Jilani, e Asma Jahangir, feministas e advogadas bem conhecidas por terem a cabeça a prémio por grupos islamistas. Pouco depois, numa reunião entre Samia e sua mãe, em 6 de Abril de 1999, em seus escritórios em Lahore, Samia foi morta a tiros por um assassino contratado por seus próprios pais, que também tentou matar Jilani.

Os pais de Samia e o indivíduo que ainda era seu marido perdoaram o assassino, e o caso ficou por aqui. Nadir Mirza foi expulso do exército por "baixa moral". As duas advogadas foram ameaçadas de morte por fanáticos religiosos, principalmente o grupo Jamiat-e-Ulema-e-Islam, por alguns membros da Câmara de Comércio de Peshawar e pelo pai da vítima e seus apoiantes. Muitos paquistaneses estavam furiosos — houve violentas manifestações contra as advogadas.

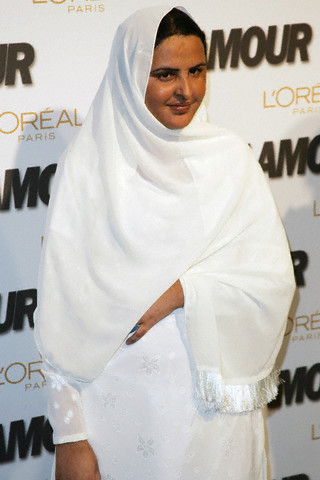
Mukhtaran Bibi cerca de 2005

 Em Junho de 2002, Mukhtaran Bibi (ou Mukhtar Mai) no sul do Paquistão, sofreu uma violação de grupo ordenada por um conselho tribal, e foi depois obrigada a passear nua diante de uma multidão de 300 pessoas. Ela não cometeu suicídio, como é esperado nos incidentes de violação em grupo no Paquistão, mas tentou buscar justiça, com a ajuda dum líder islâmico local. Após quase uma década, cinco dos seis acusados de estupro foram absolvidos, enquanto o sexto foi sentenciado a prisão perpétua, mais tarde suspensa. Com a indemnização que recebeu depois do julgamento, Mukhtaran decidiu usar o dinheiro em prol da sua comunidade. Semanas após o julgamento, já estava a trabalhar no projecto de construção de duas escolas, uma para meninos e outra para meninas que, tradicionalmente, são impedidas de estudar. Ela continua a enfrentar discriminação generalizada no Paquistão e tem sido objeto de prisão domiciliar, detenção ilegal e assédio por parte do governo e de agentes da lei, sendo acusada de dar má imagem do país.
Em Julho de 2008, em Baba Kot, no Paquistão, três mulheres, que tinham desejado escolher os maridos, foram enterradas ainda vivas, após um julgamento sumário por uma jirga tribal. Duas familiares que teriam tentado defendê-las foram mortas também.
Cerca de Junho de 2014, em Gujranwala, Saba Qaiser, uma paquistanesa de dezanove anos,foi a rara sobrevivente de um crime de honra. Após o seu casamento contra a vontade da família, foi primeiro espancada e depois alvejada a tiro na cabeça pelo seu próprio pai e um tio. Julgando-a morta, meteram o corpo num saco e atiraram-na ao rio. Contudo, Saba estava inconsciente, mas viva. A bala atravessou-lhe o lado esquerdo do rosto, mas não a matou. A água do rio reanimou-a e ela conseguiu atingir terra e pedir auxílio.
A polícia prendeu o pai de Saba, Maqsood, e o tio, Muhammad, e a defesa deles foi que eles fizeram a coisa certa."Ela tirou-nos a nossa honra", disse Maqsood. Finalmente, e após enormes pressões da comunidade, Saba perdoou aos seus agressores. As leis paquistanesas em vigor permitem que os assassinos, após serem perdoados pela vítima ou pela sua família, saiam em liberdade. Saba continua a recear pela sua vida.
Este caso foi o tema do documentário A Girl in the River: The Price of Forgiveness (Uma Garota no Rio: O Preço do Perdão), da cineasta Sharmeen Obaid-Chinoy, a qual já tinha realizado também Saving Face acerca dos ataques com ácidos sobre mulheres no Paquistão. Ela foi acusada por muitos paquistaneses de denegrir o Paquistão, no que ela chama de "matar o mensageiro".
Em 15 de julho de 2016, em Multan, Paquistão, a modelo Qandeel Baloch foi asfixiada enquanto dormia em Multan. Seu irmão, Muhammad Waseem, viciado em drogas, confessou o crime, dizendo que ela estava a atingir a honra da família. Qandeel era o sustento financeiro de cerca de uma dúzia de familiares. O assassino, que foi ajudado por familiares, orgulha-se do ocorrido: "As mulheres nascem para ficar em casa e seguir as tradições", disse ele. "Agora todos se vão lembrar de mim com honra." 
Um dos principais jornais do Paquistão, Dawn, escreveu: "O assassinato dela... deve servir como um incentivo para os legisladores renovarem as exigências de legislação para proteger as mulheres que estão ameaçadas sob falsas noções de honra".
Em 20 de Julho de 2021, Noor Mukadam, a filha de 27 anos do antigo embaixador Shaukat Mukadam, foi violada, torturada e finalmente decapitada numa residência em Islamabad, após recusar os avanços de Zahir Zakir Jaffer - o filho de um importante homem de negócios. O criminoso foi condenado à morte e foram também condenados a penas menores empregados da casa de Jaffer, mas o tribunal não deu como provada a cumplicidade dos pais deste.
O primeiro-ministro Nawaz Sharif prometeu aprovar uma legislação de proteção às mulheres. Em Outubro de 2016, foi aprovada uma lei que não permite aos assassinos serem perdoados pela família da vítima para evitar a prisão. Agora, o perdão apenas poupará a pena de morte. As novas leis tiveram a oposição de grupos religiosos poderosos. O Conselho de Ideologia Islâmica (CII), que aconselha os legisladores sobre a compatibilidade das legislações com o Islã, considerou a nova lei "não islâmica". Farid Paracha, líder do partido fundamentalista Jamaat-e-Islami Pakistan em Lahore, também culpou Baloch pela sua própria morte.
Apesar de tudo, a lei ainda permite que um juiz decida se um assassinato se qualifica ou não como um crime de honra.
Segundo a Comissão de Direitos Humanos do Paquistão, entre 2004 e 2016 foram registados no país 15 322 crimes de honra.
Em 20 de Maio de 2022, duas irmãs com dupla cidadania paquistanesa e espanhola foram estranguladas e mortas a tiro em Gujrat, no Paquistão , para onde tinham sido atraídas pela família. Elas tinham sido obrigadas a casar com uns primos seus no ano anterior. As investigações confirmaram que ambas as irmãs foram mortas em nome da "honra" - disse o  investigador Muhammad Akhtar. Os maridos, um tio e um irmão confessaram o crime.

### Reino Unido
Em 1998, em Londres, desta vez entre a comunidade sikh, o assassínio de Surjit Athwal,de 27 anos, que procurava o divórcio dum casamento forçado aos seus 16 anos, foi decidido numa reunião familiar, "entre chá e biscoitos". . Dentro de três semanas, a mulher, Surjit, foi morta: atraída com um falso pretexto numa viagem á Índia, foi drogada, estrangulada e atirada ao rio Rauí. O seu corpo nunca foi encontrado.
Após o crime, e com risco da própria vida, a irmã Sarbjit Kaur Athwal lutou por justiça durante nove anos. Os seus esforços e o seu testemunho levaram á condenação da sogra de Surjit, Bachan Athwal, a prisão perpétua, e de Sukhdave, o marido a 27 anos de prisão.
Mesmo após o desfecho deste caso no Reino Unido, Sarbjit Athwal, que escreveu um livro sobre o crime, Shamed, sofreu ameaças de morte.
Em 7 de Janeiro de 1999, em Londres, Tulay Goren, 15 anos, de origem turca, e duma família xiita, foi drogada, torturada e morta pelo próprio pai por causa da sua relação com um homem sunita. O corpo nunca foi encontrado. O caso só chegou à justiça graças ao testemunho condenatório da mãe e da irmã de Tulay, que receiam pela sua vida: "Esta gente nunca esquece". Tal tipo de crimes aumenta constantemente, segundo os dados da polícia britânica. Diana Nammi, diretora da Iranian and Kurdish Women Rights Organization, descreveu os números oficiais como "a ponta do iceberg" e sugeriu que há mais de 500 crimes de honra a cada ano em todo o Reino Unido.

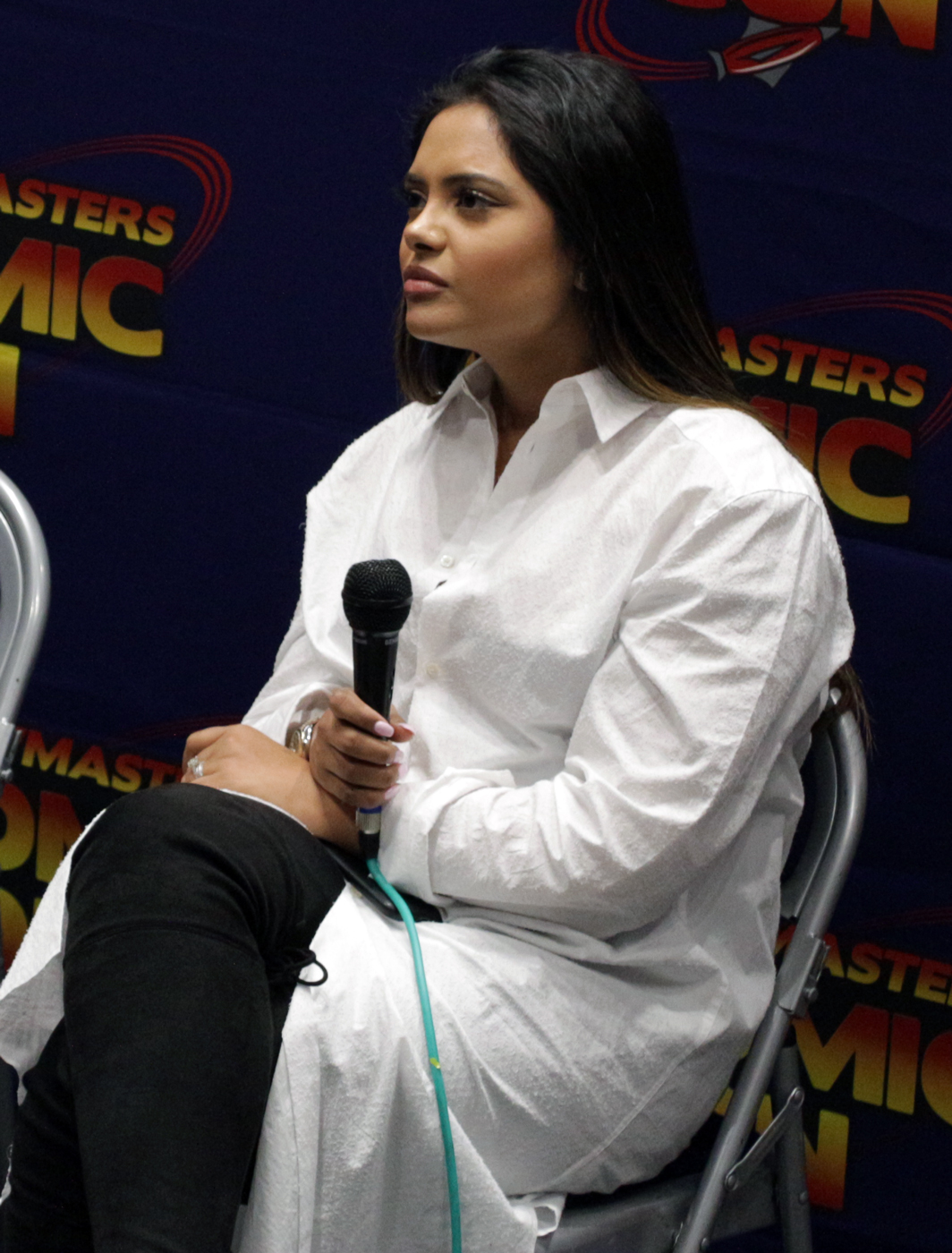
Afshan Azad

Em 11 de Setembro de 2003, Shafilea Ahmed, de 17 anos de idade, britânica de ascendência paquistanesa, foi morta em Warrington, Cheshire, pelo próprio pai, que lhe forçou um saco de plástico pela garganta até a sufocar, com a cumplicidade da mãe e na presença dos quatro irmãos da vítima. O motivo, entre outros, como a "ocidentalização" foi a recusa dum casamento forçado com um paquistanês.
A investigação policial só conseguiu avançar quando a irmã mais nova de Shafilea, Alesha Ahmed, em Agosto de 2010, confessou à Polícia ter testemunhado o crime. O cadáver foi lançado a um rio, e as crianças ameaçadas para se calarem. Os pais de Shafilea foram por fim condenados a prisão perpétua.
Em 2004, em Oxford, desta vez um jovem de 19 anos, Arash Ghorbani-Zarin, foi assassinado com quarenta e seis golpes de arma branca  por Chomer Ali, de 44 anos de idade e originário do Bangladesh, , e os seus dois filhos, Mohammed Mujibar Rahman, 18, and Mamnoor Rahman, de 15 anos. A vítima namorava com Manna Begum, a filha de Chomer Ali, apesar de esta estar prometida num casamento arranjado, e foi morto a fim de "reivindicar  a honra da família". Um dos criminosos explicou: "Ela [Begum] agiu contra a religião e a tradição ao namorar Arash. Em vez de namorar, ela deveria ter esperado para ter um casamento arranjado." Sem sinais de remorsos, os três foram condenados um ano mais tarde a prisão perpétua.
Em 24 de janeiro de 2006,  Banaz Mahmod uma jovem curda iraquiana de 20 anos, moradora em  Mitcham , sul de Londres,  foi violada, torturada  e assassinada por membros da  sua família por ter terminado um violento e abusivo casamento forçado e começado um relacionamento com um homem da sua própria escolha. Seu pai, tio e três primos foram posteriormente condenados por seu assassinato .
Em 2010, Afshan Azad, actriz britânica de ascendência bengalesa, conhecida pelo seu papel de Padma Patil nos filmes de Harry Potter, foi atacada e ameaçada de morte por seu pai e irmão por causa da sua relação com um não muçulmano (um hindu) — uma relação "inaceitável e intolerável" segundo os dois homens. Chamada de prostituta, e após meses de abuso, ela acabou por fugir pela janela do quarto, refugiando-se junto de amigos. Seu irmão foi condenado em 21 de Janeiro de 2011 a seis meses de prisão.

### Suécia
Em 24 de junho de 1999, Pela Atroshi, de 19 anos de idade, foi assassinada por seus tios. Ela foi morta a tiros na frente da sua irmã por não queria seguir as tradições e normas de sua família. O assassínio, que envolveu um mínimo de onze pessoas, foi o primeiro crime de honra reconhecido como tal na Suécia.
Embora o assassinato tenha ocorrido no Curdistão iraquiano, dois tios, Rezkar e Dakhaz Atroshi, foram condenados à prisão perpétua na Suécia. Contudo, as penas acabaram por ser reduzidas para 24 e 25 anos, e finalmente apenas dois terços das sentenças foram cumpridas.
A irmã e a mãe de Pela, que testemunharam durante o julgamento, vivem hoje sob identidades protegidas, ameaçadas pela família.
Em Janeiro de 2002, Fadime Sahindal, uma jovem curda de 26 anos, quando visitava em segredo a sua mãe e irmãs em Uppsala, foi surpreendida pela chegada de seu pai, que a matou á queima-roupa com dois tiros na cabeça. O seu namorado, o sueco Patrik Lindisjo, por ela escolhido, ao invés de um casamento arranjado, já tinha morrido em Junho de 1998, num acidente de automóvel, considerado suspeito e que por duas vezes foi investigado, sem contudo se ter chegado a qualquer conclusão. Poucos meses antes de ser morta, Fadime fizera um discurso no parlamento sueco para sensibilizar os parlamentares sobre o problema da violência e crimes relacionados com a honra no território sueco.
Após o assassinato seu pai foi preso e condenado à prisão perpétua. Mas em 2015, a pena foi reduzida para 24 anos; por fim, após cumprir apenas 16 anos, foi libertado e continua a viver algures na Suécia.
Um número crescente de quedas de varandas de mulheres de origem imigrante na Suécia faz a polícia suspeitar de crimes de honra, disfarçados de acidentes ou suicídios.

### Territórios Palestinianos (Faixa de Gaza e Cisjordânia)
Em 2005, Faten Habash, de 22 anos, desta feita uma cristã da Cisjordânia, teria desonrado sua família por se apaixonar por um jovem muçulmano. Ela já tinha passado um período no hospital, a recuperar de uma pélvis partida e vários outros ferimentos causados por agressões do pai e de outros membros próximos da família.. Foi espancada até à morte, pelo próprio pai, com uma barra de ferro dias depois.
Alguns dias depois destes acontecimentos, em Jerusalém, Maher Shakirat convocou três de suas irmãs para uma discussão, depois de uma delas, Rudaina, ter sido expulsa pelo marido por um alegado affaire. Maher escutou as negativas de Rudaina e de suas irmãs. Então ele forçou as três mulheres a beber lixívia antes de estrangular Rudaina, que estava grávida de oito meses. A seguir estrangulou Amani,de 20 anos. A terceira, Leila, escapou, mas ficou gravemente ferida pela lixívia.
Ainda em 2005, a jovem Yusra al-Azami, uma estudante de Gaza, foi executada, e o seu noivo e o futuro cunhado foram brutalmente espancados por membros do Hamas, alegadamente pertencentes a um grupo de "combate ao vício e promoção da virtude”. Mushira Masri, um porta-voz do Hamas, disse depois que os atiradores não sabiam que os casais estavam prometidosː "Os irmãos que fizeram isso cometeram um erro. Havia suspeita de comportamento imoral."  Uma semana depois do assassinato, no entanto, as famílias das vítimas e as dos criminosos chegaram a um acordo, após o qual foi estabelecido um “comité de arbitragem ” conforme à Xaria. Em 30 de abril de 2005, o comité emitiu uma decisão de acordo com a lei islâmica, que afirmou que "o tiroteio não tinha tido intenção de matar" a "casta e virtuosa" Yusra, sendo a morte "acidental", ordenou o pagamento de indemnizações às famílias da vítima e desligou o Hamas dos acontecimentos.
Em 22 de Agosto de 2019, na cidade palestiniana de Belém, Israa Ghrayeb, uma jovem de 21 anos, morreu no hospital depois de ter sido espancada duas semanas antes e ter "caído" da varanda do segundo andar da casa familiar, após ter publicado na Internet uma selfie com seu futuro noivo. A família disse que ela saltara da varanda por ter sido "possuída por demónios" . Já no hospital, onde se encontrava a ser tratada, com lesões graves na coluna, foi espancada de novo, por familiares, até à morte.
Segundo o Ministério Palestiniano dos Assuntos Femininos, vinte meninas e mulheres foram assassinadas em crimes de honra em 2004 e cerca de 50 cometeram suicídio - muitas vezes sob coerção — por "envergonhar" a família por sexo fora do casamento, recusar um casamento arranjado ou procurar divórcio. Outras 15 mulheres sobreviveram a tentativas de assassínio.
O Ministério diz que dezenas de outros assassinatos são encobertos a cada ano. "Tivemos uma mulher de 26 anos que foi certificada como morrendo de velhice", disse Maha Abu Dayyeh Shamas, diretora do Centro de Mulheres para Assistência Jurídica e Aconselhamento. "Colocar 'queda em poço' no atestado de óbito é muito comum. Descobrimos que as mulheres foram estranguladas e depois atiradas ao poço."

### Turquia
Hatice Firat, de 19 anos, em Mersin, Turquia, fugiu com o namorado. O seu irmão, Mahsun, convenceu-a a dizer-lhe onde estava hospedada, e prometeu guardar o segredo. Mahsun e a família decidiram então, em grupo, que Hatice deveria ser executada. O irmão  visitou-a na sua nova casa e convidou-a para dar um passeio pela praia. Atraiu-a para uma área isolada, cortou-lhe a garganta, esfaqueou-a quarenta vezes, e atirou o corpo a um rio. Quando o cadáver foi encontrado, a família recusou-se a comparecer ao funeral, que foi realizado por um grupo de mulheres (amigas e vizinhas). A polícia deteve onze familiares.
Dados do próprio governo turco, divulgados em Fevereiro de 2011, sugerem que os assassinatos de mulheres aumentaram 14 vezes em sete anos, de 66 em 2002 para 953 nos primeiros sete meses de 2009. Nos últimos sete meses de 2011, uma organização de direitos humanos registou mais de 264 casos — quase um por dia — relatados na imprensa em que uma mulher foi morta por um membro da família. "Houve um aumento incrível", diz Gulhan Yag, uma jovem ativista . "Isto parece um genocídio contra as mulheres".
Alexander Christie-Miller comenta que, pelo menos no papel, o governo de Erdogan tem um histórico impressionante de combate ao problema. Mas outros questionam a eficácia da legislação e o real compromisso do governo. "As leis foram feitas, mas não estão a ser aplicadas", diz Canan Gullu, presidente da Associação Turca de Federações Femininas. "As delegacias de polícia não funcionam como deveriam e não há casas de abrigo suficientes para as mulheres."

Mesmo com as suas limitações, as leis mais recentes trouxeram os seus próprios problemas. Nos últimos anos, o número de suicídios femininos aumentou. Famílias que não querem que seus filhos acabem na prisão, estão a forçar a opção do suicídio ás filhas desonrosas. Alguns crimes são disfarçados como suicídios.